# 第二級資本
第二級資本（英語：Tier 2 capital），簡稱二級資本，是金融監管機構衡量銀行金融實力的指標之一，於1988年的巴塞爾資本協議開始使用。第二級資本主要包括銀行未披露准备金、(债权/股权)混合式資本工具、从属有期债务、贷款损失准备金等金融商品，上限為第一級資本的50%。

## 高档二级

### 一般損失準備金
商业银行提取的贷款损失准备中的普通准备金又称一般准备金，在一定程度上具有资本的性质，可以一定程度上用于弥补银行的未来损失，因此可以计入商业银行的附属资本，但计入的普通准备金不能超过加权风险资产的1.25%，超过部分不再计入。中国商业银行现行的按照贷款余额1%提取的贷款呆账准备金相当于普通准备金。 。 

## 低档二级

### 次级长期债券
次级债券计入附属资本的条件是不超过核心资本的50%，原始发行期限5年以上。次级长期债券兼有债务和股权的特征，可用来补充资本金。作为银行资本有机组成部分，发行次级债还可降低资本金平均成本，提高股东回报率等。 